# Malthodes sucini
Malthodes sucini (лат.) — ископаемый вид жуков-мягкотелок рода Malthodes. Обнаружены в янтаре Европы (Россия, Балтийский янтарь, возраст около 35 млн лет). Мелкие жуки, длина тела 2,8 мм (коричневого цвета), надкрылья длиной 1,4 мм. Вид был впервые описан в 2010 году польскими колеоптерологами А. Кушкой Архивная копия от 1 февраля 2017 на Wayback Machine (Antoni Kuśka, 1940—2010; Department of Biological Sciences, Academy of Physical Education Katowice, Катовице, Польша) и Ивоной Каня (Iwona Kania; University of Rzeszów, Жешув). Сходен с видом Malthodes ceranoviczae Kuśka & Kupryjanowicz, 2005.